# Colostre
Le Colostre est une rivière française qui prend sa source au col de Saint-Jurs et se jette dans le Verdon à Gréoux-les-Bains.

## Géographie
La longueur de son cours est de 36,2 km.
Le Colostre reçoit les eaux de l'Auvestre à Riez.

## Écologie
Cette rivière a une écopotentialité significative et était autrefois bien plus riche : « il ne possède plus qu'une seule espèce de poissons (S. trutta) sur six décrites dans la littérature d'archives. » Pour l'écrevisse, un dernier fragment de population indigène (Astacus pallipes) est retranché au niveau des sources. La partie aval du bassin versant se fait en outre envahir par l'écrevisse signal (Pacifastacus leniusculus), ce qui semble dû à la pollution et à l'artificialisation du cours d'eau (curage, correction du lit...). Le Colostre est en outre aujourd'hui asséché en été sur 50 % de son linéaire, ce qui semble au moins en grande partie dû à l'irrigation agricole à partir de sources et/ou de la nappe alluviale alimentée par le bassin versant du Verdon.
Le Colostre est à nouveau inclus dans l'aire de répartition régionale du castor d'Europe et la Loutre pourrait y être présente. 
L'origine karstique de la rivière explique l'apport plus ou moins régulier en eau fraîche, et riche en carbonate de calcium.

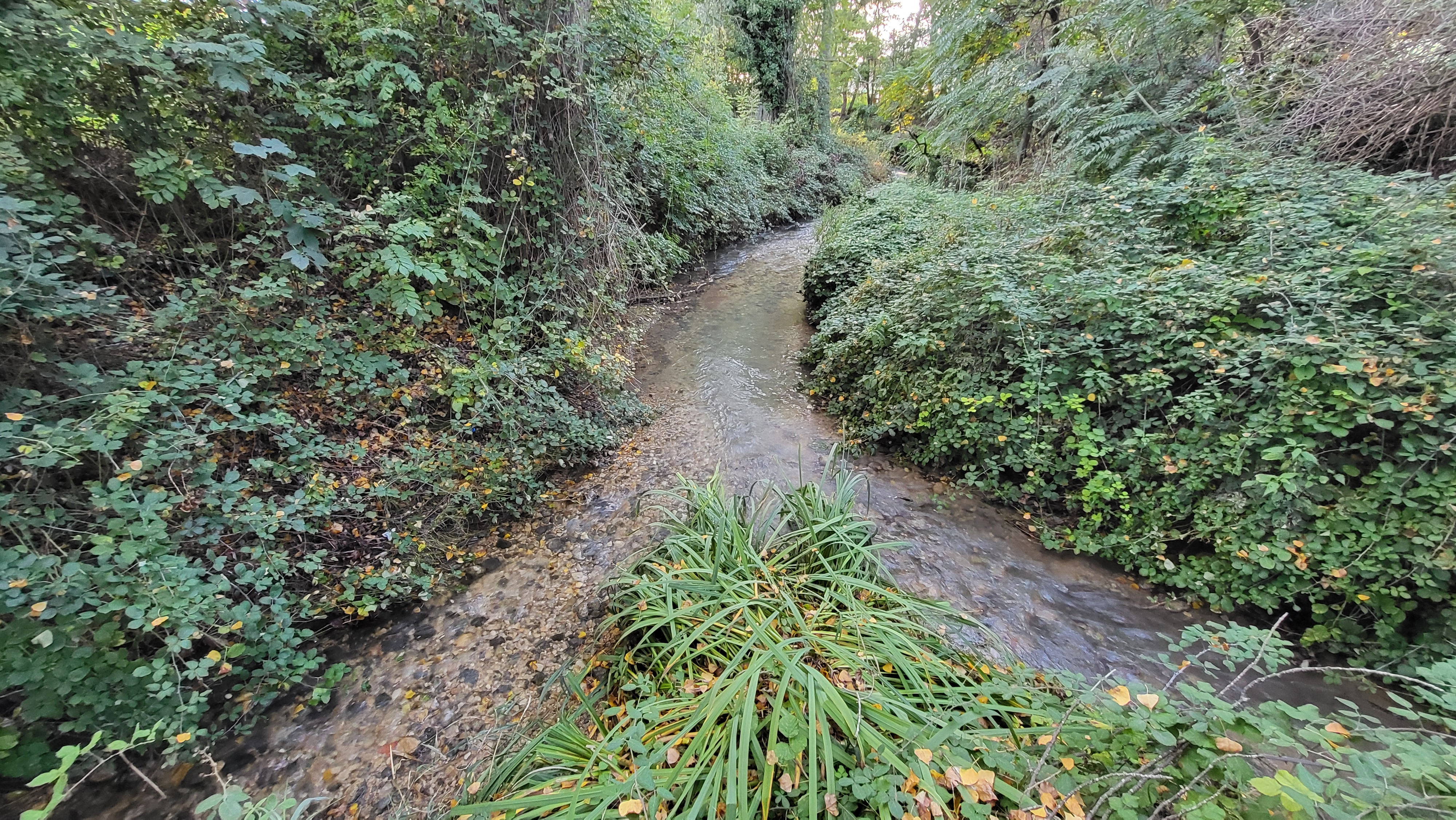
Confluence de l'Auvestre et du Colostre à Riez.

## Crues
Les dernières crues importantes du Colostre ont eu lieu en :
- 1960, avec un mètre d'eau dans les rues de Riez et des ouvrages emportés le long de son cours[4] ;
- 1987, la crue envahit à nouveau Riez[4] ; le camping inondé à Allemagne, routes coupées, chemins ruraux impraticables ;
- 2006, lors d'un orage stationnaire. Les eaux ont monté de 1 mètre dans les rues de Riez.

## Hydronymie
Le nom du Colostre (cité dès 1042, Calostica) se forme sur une racine hydronymique * Col, d’origine préceltique.